# Náutico Capibaribe (PE)
Az Clube Náutico Capibaribe, röviden Náutico (PE) egy brazil labdarúgócsapat, melyet 1901. április 7-én alapítottak Recifében. Pernambuco állam első osztályú bajnokságában szerepel és az országos harmadosztály, a Série C tagja.

## Sikerlista

### Állami
- 22-szeres Pernambucano bajnok: 1934, 1939, 1945, 1950, 1951, 1952, 1954, 1960, 1963, 1964, 1965, 1966, 1967, 1968, 1974, 1984, 1985, 1989, 2001, 2002, 2004, 2018